# Al-Wasl Sports Club 2020-2021
Questa voce raccoglie le informazioni riguardanti l'Al-Wasl Sports Club nelle competizioni ufficiali della stagione 2020-2021.

## Rosa Ufficiale
Lista dei giocatori per la UAE Arabian Gulf League 2020-21.
| N. |                                | Ruolo | Calciatore             |
| -- | ------------------------------ | ----- | ---------------------- |
| 1  | Emirati Arabi Uniti (bandiera) | P     | Sultan Al Mantheri     |
| 2  | Emirati Arabi Uniti (bandiera) | D     | Abdulrahman Ali        |
| 3  | Emirati Arabi Uniti (bandiera) | D     | Abdullah Al-Junaibi    |
| 4  | Emirati Arabi Uniti (bandiera) | D     | Abdulla Jasem          |
| 5  | Emirati Arabi Uniti (bandiera) | C     | Ali Salmeen Al-Bloushi |
| 6  | Emirati Arabi Uniti (bandiera) | D     | Waheed Ismail          |
| 10 | Brasile (bandiera)             | C     | Fábio Lima             |
| 11 | Brasile (bandiera)             | A     | Welliton               |
| 12 | Emirati Arabi Uniti (bandiera) | P     | Yousif Al Zaabi        |
| 13 | Emirati Arabi Uniti (bandiera) | C     | Khaled Al-Shibani      |
| 14 | Emirati Arabi Uniti (bandiera) | D     | Abdelrahman Saleh      |
| 15 | Emirati Arabi Uniti (bandiera) | C     | Abdullah Al-Naqbi      |
| 17 | Brasile (bandiera)             | C     | Ronaldo Mendes         |
| 18 | Emirati Arabi Uniti (bandiera) | D     | Mohamed Surour         |
| 20 | Emirati Arabi Uniti (bandiera) | D     | Faris Khalil           |
| 22 | Emirati Arabi Uniti (bandiera) | A     | Hassan Mohammed        |
| 23 | Emirati Arabi Uniti (bandiera) | D     | Khalid Sebil           |
| 24 | Emirati Arabi Uniti (bandiera) | C     | Hamad Al Balooshi      |

| N. |                                | Ruolo | Calciatore            |
| -- | ------------------------------ | ----- | --------------------- |
| 26 | Emirati Arabi Uniti (bandiera) | A     | Rashid Al Hajri       |
| 30 | Emirati Arabi Uniti (bandiera) | P     | Humaid Al-Najar       |
| 31 | Emirati Arabi Uniti (bandiera) | D     | Saif Al Suwaidi       |
| 33 | Emirati Arabi Uniti (bandiera) | D     | Faisal Surour         |
| 35 | Emirati Arabi Uniti (bandiera) | C     | Saeed Ahmed Alkaabi   |
| 37 | Emirati Arabi Uniti (bandiera) | C     | Shihab Ahmed          |
| 39 | Emirati Arabi Uniti (bandiera) | C     | Rashed Fuad Ayoun     |
| 40 | Emirati Arabi Uniti (bandiera) | A     | Salem Al-Suboosi      |
| 48 | Emirati Arabi Uniti (bandiera) | C     | Ali Abdulla Ali       |
| 50 | Emirati Arabi Uniti (bandiera) | P     | Suhail Abdulla        |
| 55 | Emirati Arabi Uniti (bandiera) | D     | Ahmad Essa Juma       |
| 77 | Emirati Arabi Uniti (bandiera) | D     | Hazza Salem           |
| 78 | Brasile (bandiera)             | C     | Khaleil Khameis Salem |
| 88 | Emirati Arabi Uniti (bandiera) | C     | Humaid Abbas          |
| 99 | Emirati Arabi Uniti (bandiera) | A     | Ali Saleh             |
|    | Brasile (bandiera)             | D     | Neris                 |